# 18182 Wiener
18182 Wiener este un asteroid din centura principală de asteroizi.

## Descriere
18182 Wiener este un asteroid din centura principală de asteroizi. A fost descoperit pe 27 august 2000 la Observatorul din Ondřejov de Petr Pravec și Peter Kušnirák. Asteroidul prezintă o orbită caracterizată de o semiaxă mare de 2,83 ua, o excentricitate de 0,00 și o înclinație de 1,1° în raport cu ecliptica.